# Fatou Bensouda
Fatou Bom Bensouda (Banjul, Gambia; 31 de enero de 1961) es una abogada de Gambia, se desempeñó como fiscal general y ministra de Justicia en la República de Gambia. Ha servido como fiscal adjunta a cargo de la División de la Fiscalía de la Corte Penal Internacional desde 2004, y desde junio de 2012 fue fiscal de la Corte Penal Internacional, cargo que ocupó hasta junio de 2021.

## Biografía
Nació en una familia musulmana polígama en la República de Gambia. Tras cursar estudios de derecho en Nigeria, volvió a su país natal en 1987 para trabajar como abogada y fiscal. Tiene un máster en Derecho Marítimo Internacional y Derecho del mar, convirtiéndola en la principal experta de Gambia en derecho internacional marítimo. Bensouda es madre de dos hijos y una hija adoptada.
Fue directora general de un banco comercial líder en Gambia. Entre 1987 y 2000, fue sucesivamente consejera de Estado, fiscal general, directora adjunta del Ministerio Público, procuradora general, secretaria jurídica de la República, fiscal general y ministra de Justicia. Entre 1998 y 2000 fue la ministra de Justicia del régimen de Yahya Jammeh, en el marco de un poder judicial aparentemente dependiente y de supuestas violaciones sistemáticas de los derechos humanos en Gambia. Por lo menos dos víctimas de violaciones a los derechos humanos acusaron a Fatou Bensouda de ignorar sus denuncias durante ese período.
Tomó parte en las negociaciones sobre el Tratado de la Comunidad Económica de Estados del África Occidental, CEDEAO, en el Parlamento de África Occidental y el Tribunal ECOWAS. Ha sido delegada en conferencias de las Naciones Unidas sobre prevención del delito, en la organización de las reuniones ministeriales de la Unidad Africana sobre Derechos Humanos, y como delegada de Gambia ante las reuniones de la Comisión Preparatoria de la Corte Penal Internacional.

## Fiscal de la Corte Penal Internacional
Fatou Bensouda fue Fiscal Adjunta a cargo de la División de la Fiscalía de la Corte Penal Internacional desde 2004.
Elegida por consenso en 2011 por la Asamblea de los 121 Estados miembros de la Corte Penal Internacional, es la primera mujer al frente del único organismo permanente destinado a juzgar el genocidio y los crímenes de guerra y contra la humanidad, con sede en La Haya.
En abril de 2019, Estados Unidos revocó la visa norteamericana de Fatou Bensouda como respuesta a la iniciativa de la funcionaria a investigar los presuntos crímenes de guerra y violaciones de derechos humanos por parte de las fuerzas militares estadounidenses en Afganistán.
El 2 de septiembre de 2020, Fantou Bensouda fue sancionada por el gobierno estadounidense, en represalia por adelantar investigaciones sobre presuntos crímenes de guerra que habrían sido perpetrados por soldados de Estados Unidos, en operaciones desplegadas en territorio de Afganistán. Y al respecto, el ministro de relaciones exteriores estadounidense, Mike Pompeo, en conferencia de prensa afirmó tajantemente que la Corte Penal Internacional, al investigar eventuales delitos de lesa humanidad cometidos por sus soldados, el alto tribunal internacional «sigue atacando a estadounidenses». Las sanciones fueron impuestas por el Departamento del Tesoro, el cual también castigó a Phakiso Mochochoko, director de la oficina de Jurisdicción, Complementariedad y Cooperación de la CPI, y colaborador en las investigaciones que adelanta Bensouda. La fiscal también ha iniciado pesquisas sobre posibles torturas de la CIA en Afganistán.
El 3 de abril de 2021 el presidente de Estados Unidos, Joe Biden, revocó las sanciones impuestas por Trump  económicas y de restricciones de visado en relación con la Corte por "inapropiadas e ineficaces" aunque expresó sus discrepancias por las medidas de ese organismo sobre la situación en Afganistán y Palestina.

## Reconocimientos
- Merecedora del distinguido Premio Internacional de Juristas (2009), que fue presentado por el presidente de la India Pratibha Patil, con motivo de sus contribuciones a la legislación penal, tanto a nivel nacional como internacional.[12]

- La Revista TIME incluyó a Fatou Bensouda en la lista de las cien personas más influyentes del mundo en la edición anual del año 2012.[13]